# Hoài cố hương
Hoài Cố Hương (hay còn gọi là Nostalgie) là một bức tranh nổi tiếng của họa sĩ Lê Phổ (một họa sĩ theo trường phái hậu ấn tượng) được sáng tác năm 1938 được bình phẩm là tác phẩm đầy chất thơ cả về hình thức lẫn màu sắc.

## Mô tả
Bức tranh thể hiện cảnh một người phụ nữ mặc áo dài thắt ngang lưng đang ngắm nghía những bông hoa nhài trắng muốt với vẻ uyển chuyển duyên dáng. Kèm theo đó, người xem còn cảm nhận được sự chia xa và những điều cầu nguyện cho tình yêu. Các đường cọ trơn và tinh tế được họa sĩ sử dụng đã tôn lên vẻ bình yên về mặt không gian.
Màu sắc trong tranh là sự kết hợp khác kiểu giữa màu xanh lá cây jadeite, màu trắng và màu đen kèm theo phương pháp làm mờ các lớp vẽ của bột màu cũng như điều kiện bảo quản nguyên sơ đã làm bức tranh trở nên vô cùng quý giá.

## Chi tiết kỹ thuật
Bức tranh được ký bằng tiếng Trung Quốc với con dấu bổ sung của họa sĩ Lê Phổ ở góc dưới bên phải. Chất liệu vẽ tranh là mực và bột màu trên lụa. Tranh có kích thước 60.5 cm x 46 cm (tương đương 23 3/4 x 18 inch).

## Giá trị
Vào ngày 16 tháng 4 năm 2006, nhà đấu giá Sotheby's xác định giá bức tranh khoảng từ 181.820 đến 303.030 USD (tương đương 3.78 đến 6.3 tỷ đồng Việt Nam). Kết thúc phiên đấu giá tại Singapore , bức tranh đã bán với giá cao là 360,000 Đô la Singapore (gần 6 tỉ đồng Việt Nam, tỷ giá tháng 8 năm 2012). Một số người cho rằng bức tranh là một trong các tác phẩm có giá trị nhất của Việt Nam trong một phiên đấu giá nghệ thuật mang tính chuyên nghiệp.